# Codex Sangallensis 566

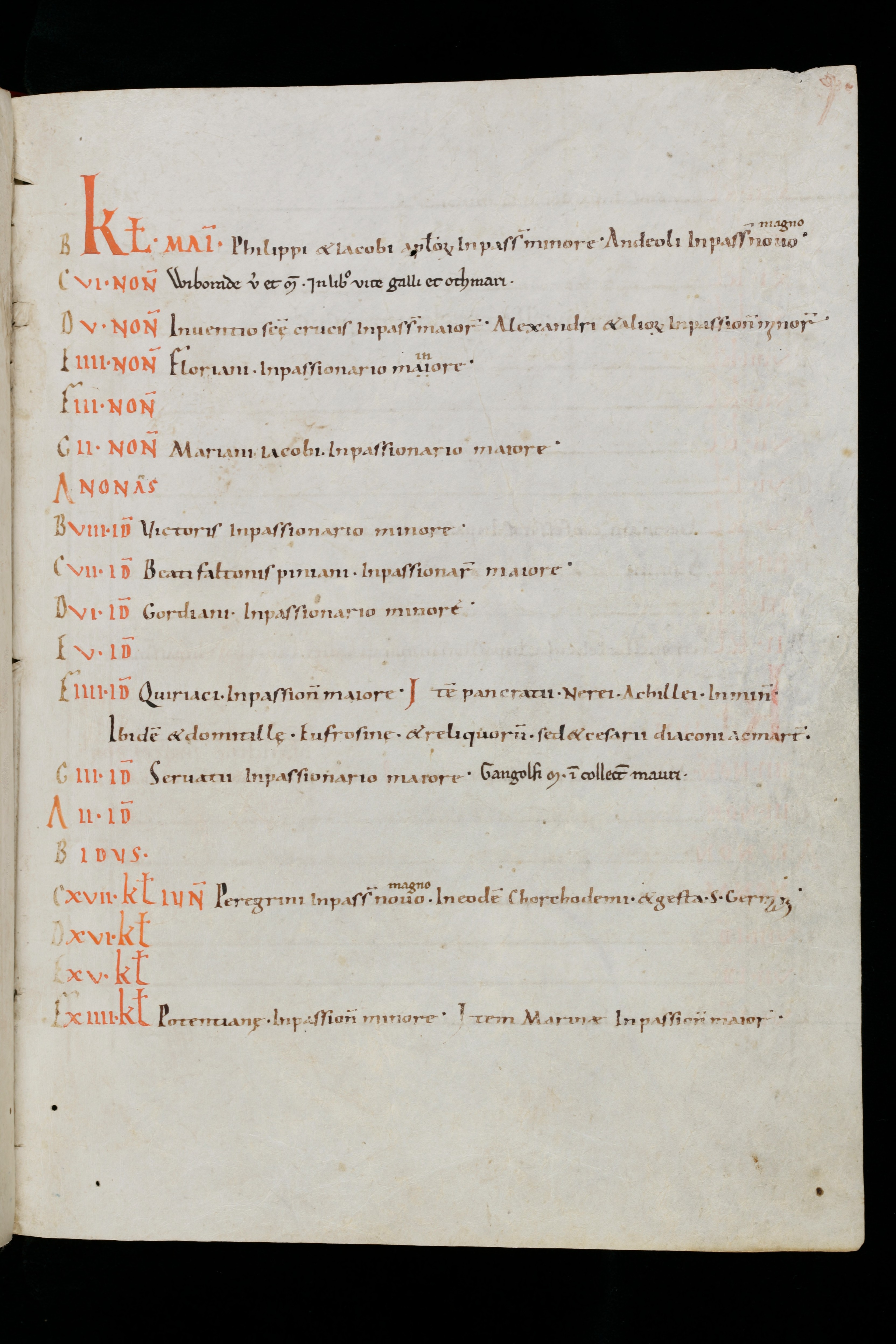
Stiftsbibliothek St. Gallen, Cod. Sang. 566. S. 9, Erwähnung der Wiborada

Der Codex Sangallensis 556 (Signatur Cod. Sang. 566) enthält die älteste bekannte Handschrift der Passio Kiliani und stammt aus dem 9. oder 10. Jahrhundert. Sie ist in lateinischer Sprache verfasst und die älteste bekannte Version der Passio minor.
| Aufbewahrungsort | Stiftsbibliothek St. Gallen |
| Entstehungsort   | St. Gallen                  |
| Entstehungszeit  | 9./10. Jahrhundert          |
| Beschreibstoff   | Pergament                   |
| Umfang           | 342 Seiten                  |
| Format           | 24,5 × 18/18,5 cm           |
| Sprache          | Lateinisch                  |

Der Codex enthält die hagiografischen Lebensbeschreibungen verschiedener altrömischer und altgermanischer Heiliger. Die Sammelhandschrift. Neben der Passio Kiliani sind die Heiligen Lucius, Desiderius, Vigilius und Gertrud zu erwähnen, daneben in kalendarischer Folge die im Kloster St. Gallen, im 9. Jahrhundert, bekannten Heiligenviten.